# Guerra poloneso-soviètica
La guerra poloneso-soviètica (febrer de 1919 – març de 1921) va ser un conflicte armat entre la Rússia Soviètica i la Ucraïna Soviètica contra Polònia i la República Popular d'Ucraïna, quatre estats nascuts després de la I Guerra Mundial. La guerra va ser conseqüència de diversos intents expansionistes. Polònia, que havia recuperat la seva independència després del Tractat de Versalles, volia recuperar territoris que havia perdut durant la Partició de Polònia a final del segle xviii; l'aspiració soviètica era controlar els mateixos territoris, que havien format part de la Rússia Imperial fins a la Gran Guerra. Ambdós estats van reclamar la victòria a la guerra: els polonesos reclamaren un triomf en la defensa del seu estat, mentre que els soviètics van reclamar el fracàs dels polonesos a la invasió de la Ucraïna Oriental i Belarús, que veien com una part de la intervenció estrangera a la Guerra Civil Russa.
Les fronteres entre Polònia i la Rússia Soviètica no havien quedat ben definides al Tractat de Versalles i a tots els episodis de postguerra: la Revolució Russa de 1917, la caiguda dels imperis rus, alemany i austríac; la Guerra Civil Russa, i els intents d'Ucraïna i de Belarús per establir la seva independència. El Cap d'Estat polonès, Józef Piłsudski, cregué que era el moment per establir les fronteres poloneses tant a l'est com fos possible, per crear una federació polonesa (Międzymorze) d'estats de l'Europa central com a protecció per una tornada dels imperialismes rus i alemany. Lenin, mentrestant, veia en Polònia el pont que l'Exèrcit Roig hauria de travessar per ajudar la resta de revolucions europees.
El 1919, les forces poloneses controlaven gran part de la Ucraïna occidental, amb una victòria a la Guerra polonesoucraïnesa; la República Popular d'Ucraïna Occidental havia provat sense èxit de crear un estat ucraïnès en territoris reclamats tant per Polònia com per Ucraïna. Al mateix temps, els bolxevics van començar a guanyar a la Guerra Civil Russa i a avançar cap a occident vers els territoris en disputa. A la fi de 1919, després d'alguns incidents de frontera es creà una guerra oberta després de la incursió cap a l'est de Piłsudski a l'abril de 1920. Es va trobar amb un contraatac de l'Exèrcit Roig. L'operació soviètica obligà als polonesos a retirar-se fins a Varsòvia. Mentrestant, a Occident es temia que les tropes soviètiques arribessin a la frontera alemanya. A mitjans de l'estiu, la caiguda de Varsòvia semblava un fet, però a mitjans d'agost la situació es va capgirar i els polonesos van aconseguir una victòria decisiva i totalment inesperada a la batalla de Varsòvia. Davant de la resistència polonesa i del seu avanç cap a l'est, els soviètics van buscar la pau, i van aconseguir un alto el foc a l'octubre de 1920. El 18 de març de 1921 se signà el tractat de pau definitiu, la Pau de Riga, que dividia els territoris en disputa entre Polònia i la Unió Soviètica. Aquesta guerra determinà la frontera poloneso-soviètica durant tot el període d'entreguerres.

## Noms i dates de la guerra
La guerra és coneguda amb diversos noms. "Guerra Poloneso-Soviètica" és potser el més comú, però pot ser confús, donat que el terme "soviètica" pot fer pensar en la Unió Soviètica que no va ser fundada oficialment fins al 1922. Noms alternatius són "Guerra Ruso-Polonesa de 1919 a 1921", per distingir-la d'anteriors guerres entre Polònia i Rússia, i "Guerra Poloneso-Bolxevic" (o simplement, "Guerra Bolxevic" –en polonès, Wojna bolszewicka, forma d'anomenar-la més comuna segons les fons poloneses-). A algunes fonts poloneses també se cita com a "Guerra de 1920", tot i que els historiadors soviètics sovint es refereixen a ella com la "Guerra contra la Polònia Blanca" o la consideren part de la "Intervenció Aliada a la Guerra Civil Russa" o de la Guerra Civil Russa en si mateixa.
Una segona controvèrsia se centra en la data d'inici de la conflagració. Per exemple, l'Enciclopèdia Britànica considera la intrusió polonesa a Ucraïna de 1920 com el punt d'inici de la guerra, mentre que l'enciclopèdia polonesa dona el 1919 com a inici. Finalment, també hi ha variació en establir la data del final de la guerra: algunes fonts donen el 1920, donat que l'alto el foc entrà en vigor la tardor de 1920, mentre que d'altres donen el 1921, donat que el Tractat de Riga que posava punt final de manera oficial a la guerra va ser signat el 1921.
Mentre que els successos de 1919 poden ser descrits com a conflictes fronterers i només a inicis del 1920 ambdós països s'adonaren que estaven endinsats en una guerra total, les batusses que van tenir lloc el 1919 estan íntimament relacionades amb la guerra que començà l'any següent. Finalment, els successos de 1920 van ser una conseqüència lògica, tot i que no cercada, del preludi del 1919.

## Causes del conflicte

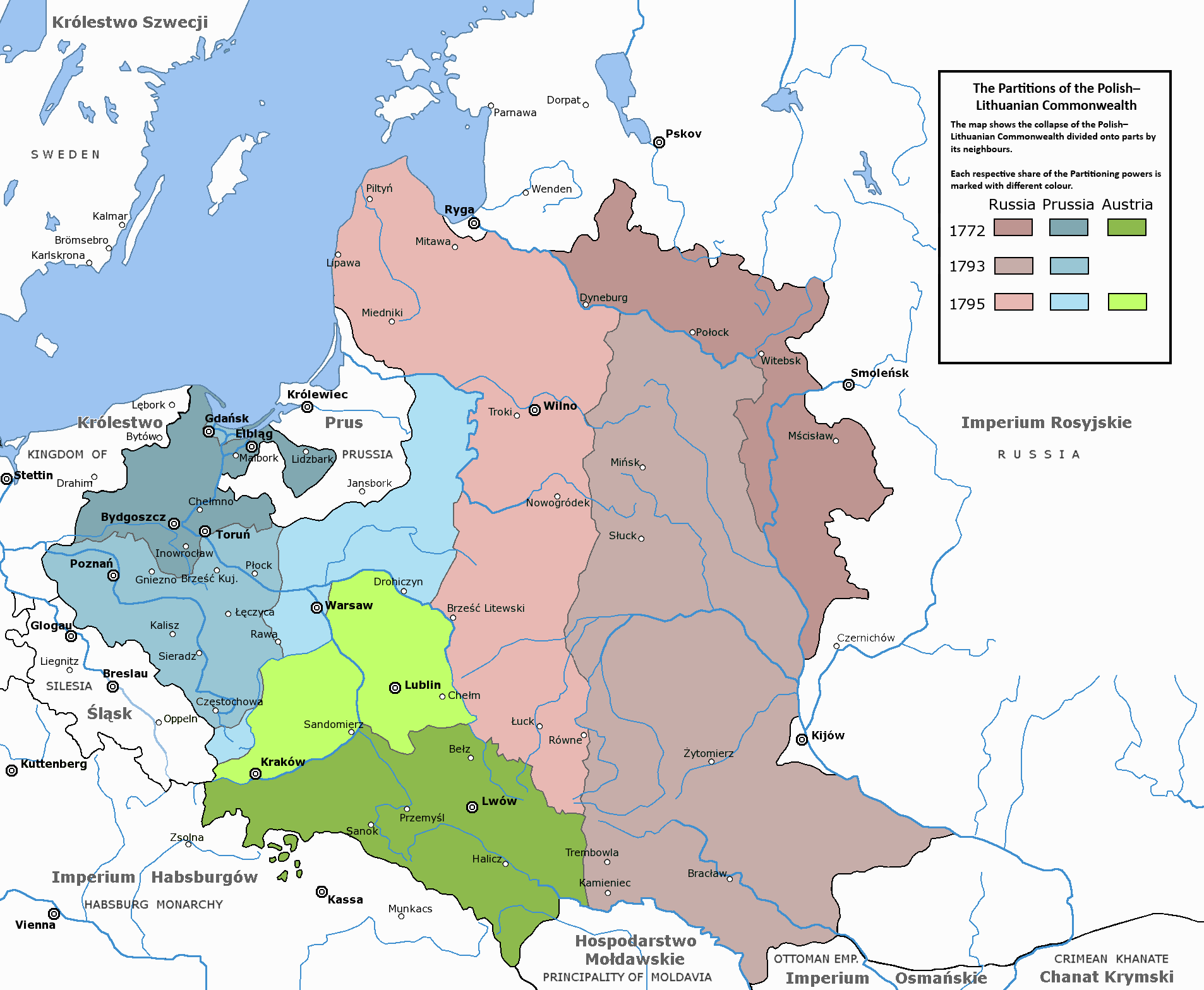
Particions de Polònia en 1795. Els territoris colorejats representen la República de les Dues Nacions En color blau: sobirania del Regne de Prússia. En color verd: domini de l'imperi Austrohongarès. En color blau cel: pres per la Rússia Imperial

El 1919, després de la I Guerra Mundial, el mapa de la major part del món, i particularment l'Europa central i occidental, havia canviat dràsticament. La derrota alemanya va frustrar els seus projectes per crear governs titelles als estats de l'Europa oriental, i donat que Rússia es trobava en plena guerra civil, moltes nacions d'aquella regió van veure una oportunitat única per a obtenir la independència que no podien malaguanyar.
Al mateix temps, els soviètics van veure aquestes regions com a províncies russes rebels, totes elles vitals per a la seguretat russa, però van ser incapaços de reaccionar ràpidament, donat que encara seguia pressent l'esgotament social produït per la Primera Guerra Mundial, la Revolució i la Guerra Civil.
Mentrestant, amb l'èxit de l'alçament de Polònia iniciat el 1918, Polònia havia restablert el seu estat per primer cop des de la partició de 1795, que causà que durant 123 anys Polònia hagués estat governada pels seus 3 veïns imperials. El país ressorgí sota el nom de Segona República Polonesa, i procedí a recuperar i restablir les fronteres que posseïa al passat.
No obstant això, Polònia no estava sola en les seves oportunitats i problemes, donat que pràcticament tots els països veïns que havien obtingut la seva independència recentment van iniciar conflictes sobre les seves fronteres: Romania lluità contra Hongria a Transsilvània, Iugoslàvia amb Itàlia a Rijeka; Polònia amb Txecoslovàquia a Český Těšín, amb Alemanya a Poznań i amb Ucraïna a Galicia central. Els ucraïnesos, belarussos, lituans, letons i estonians van lluitar entre si i contra els russos, dividits per la guerra civil. La influència del comunisme també s'afegí a aquesta barreja, donant per resultat revolucions comunistes a Múnic, Berlín, Budapest i Prešov. Winston Churchill comentà respecte a tota aquesta situació que "La guerra dels gegants s'ha acabat. Ara comencen les dels nans". Churchill tenia raó si tenim present que tota la resta, amb excepció de la guerra Poloneso-Soviètica, van ser conflictes d'una duració molt breu i insignificants en la majoria dels casos.
La guerra Poloneso-Soviètica, com la majoria d'altres conflictes a l'Europa Oriental d'aquell temps, va ser més un accident que no pas un conflicte planejat. Durant el caos que va prevaldre als primers mesos de 1919, era improbable que algun bolxevic o algun ciutadà de la Segona República Polonesa hagués planificat una guerra de tal importància. Polònia va ser un front important durant la Primera Guerra Mundial, car al seu territori van tenir lloc diverses batalles importants.

### Motius de Piłsudski

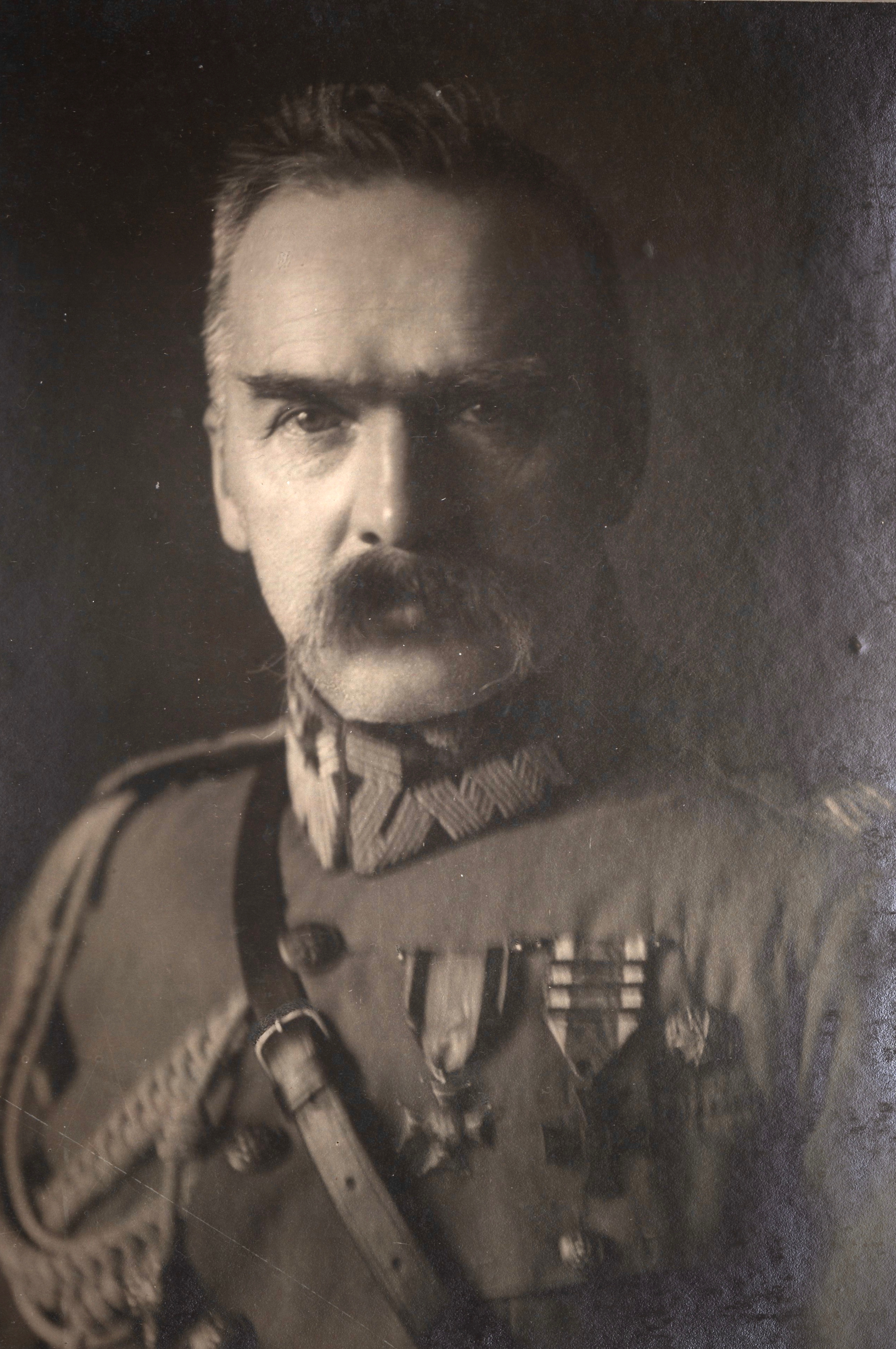
Józef Piłsudski

La política polonesa estava sota la forta influència de Józef Piłsudski, qui preveia formar una federació (la "Federació de Międzymorze"), una confederació que comprenia Polònia, Lituània, Ucraïna i d'altres països de l'Europa central i oriental, els quals estaven emergent allunyats dels imperis de la Primera Guerra Mundial. La nova unió hagués tingut fronteres similars a les de la República de les Dues Nacions segle xv-segle xviii, i havia de ser un contrapès que contingués les intencions imperialistes d'Alemanya o Rússia. Amb aquesta finalitat, les forces poloneses asseguraren els extensos territoris de l'est. No obstant això, al pla de la federació de Piłsudski s'hi va oposar un altre influent polític polonès, Roman Dmowski, el qual va afavorir la idea de crear un "Estat Polonès" més gran.
Donada la negativa russa a reconèixer la independència polonesa, les forces poloneses sota les ordres de Piłsudski van retardar o van aturar les seves pròpies ofensives diverses vegades, amb la qual cosa van alleugerir la pressió de les forces russes i van contribuir indirectament a la derrota de l'Exèrcit Blanc Rus.

### Motius de Lenin

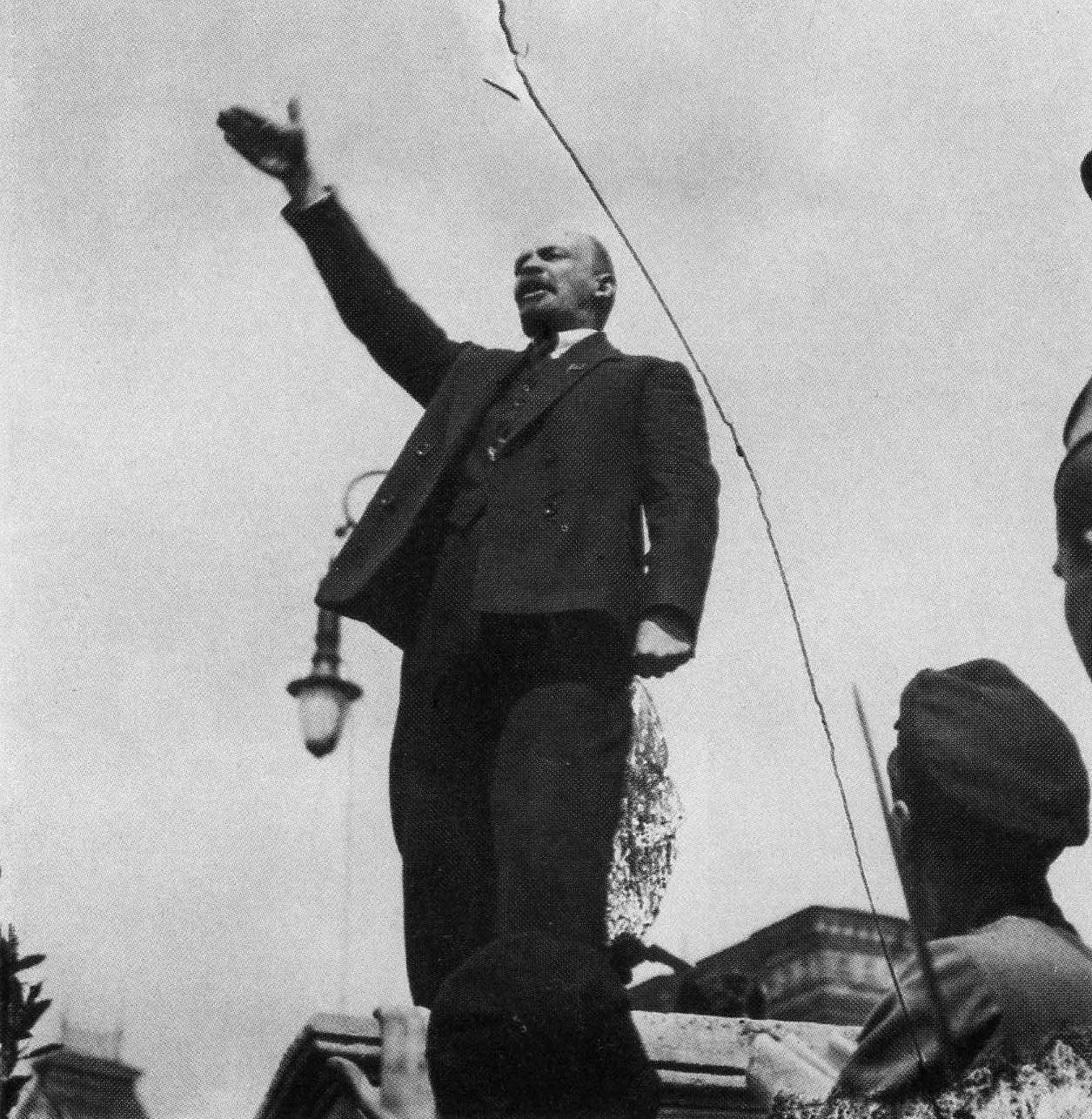
Vladímir Lenin

A la fi de 1919, el líder del nou govern comunista de Rússia, Vladímir Lenin, inspirat per les victòries de la guerra civil de l'Exèrcit Roig sobre les forces Blanques russes anticomunistes i els seus aliats occidentals, va començar a veure un futur en la Revolució. Els comunistes van actuar sota la convicció que els processos històrics conduirien aviat a la dictadura del proletariat a totes les nacions, i que això conduiria a la fi dels estats nacionals i instauraria una comunitat comunista mundial. Lenin se sentia cada cop més confiat en la supervivència de la Revolució i que aquesta aviat escombraria Europa i la resta del món de manera triomfant. El motiu principal per a la guerra amb Polònia rau en l'intent dels comunistes d'enllaçar la seva revolució a Rússia amb una revolució a Alemanya. A més, va veure en Polònia el pont que l'Exèrcit Roig hauria de travessar per unir les dues revolucions i ajudar altres moviments comunistes a l'Europa Occidental. Aquest curs era explícit en la ideologia comunista, i era necessari si els soviètics provaven de portar Rússia a la línia del marxisme. Això no succeí fins als èxits soviètics de 1920, moment en què aquesta idea es va fer dominant a la política comunista.
Alemanya, entre els anys 1918 i 1920 bullia en el descontentament social i el caos polític. En els 18 mesos des de l'abdicació del kaiser, s'havia viscut una revolució comunista, dues repúbliques soviètiques locals (per exemple, la República Soviètica de Baviera), tres cops d'estat reaccionaris, almenys 4 vagues generals i 5 cancellers. Al juny de 1920, la Constitució de Weimar (constitució de l'Estat Alemany) només havia estat vigent durant 12 mesos, i l'humiliant Tractat de Versalles durant 6. El govern central va ser assetjat pel separatisme, per la vigilància propera dels poders dels "Aliats" i pels constants combats al carrer entre la Lliga Espartaquista i el Partit Comunista d'Alemanya. L'avanç des de l'oest de l'Exèrcit Roig amenaçà de destruir el Tractat de Versalles i així, independentment d'altres conseqüències, permetria alliberar Alemanya de les humiliants condicions que havia de suportar. Molts alemanys pensaven que una altra revolució seria el preludi necessari per a escapar de la pressió dels aliats.
L'abril del 1920 Lenin acabà d'escriure "L'esquerrisme, la malaltia infantil del comunisme", que significà dirigir la Revolució durant els pocs mesos restants després de les seves etapes finals, i cada cop era menys probable que s'oposés a una guerra més greu amb Polònia. Segons una teoria freqüent entre els adjunts de Lenin, la revolució a Rússia moriria llevat que estigués unida a les revolucions a Lituània, Polònia, i la més essencial: Alemanya. El debat a Rússia no era, per tant, si s'havia o no de creuar el pont polonès, sinó com i quan s'havia de creuar. Lenin formulà la nova doctrina de la "revolució de l'exterior". L'ofensiva soviètica a Polònia seria una oportunitat "de sondejar Europa amb les baionetes de l'Exèrcit Roig". Aquesta seria la primera penetració de la Unió Soviètica a Europa, la primera temptativa d'exportar la revolució bolxevic per la força. A un telegrama, Lenin exclamà:
| « | Hem de dirigir tota la nostra atenció a preparar i a consolidar el front occidental. Ha d'anunciar-se un nou lema: preparat per a la guerra contra Polònia | » |

El propòsit polític de l'avanç de l'Exèrcit Roig no era conquistar Europa directament. L'Exèrcit Roig de 1920 amb prou feines podia enviar 36 divisions per fer el que l'exèrcit del Tsar no va poder fer amb 150 entre 1914 i 1917. El seu propòsit era el canvi social i la revolució.

## Desenvolupament de la guerra

### 1919

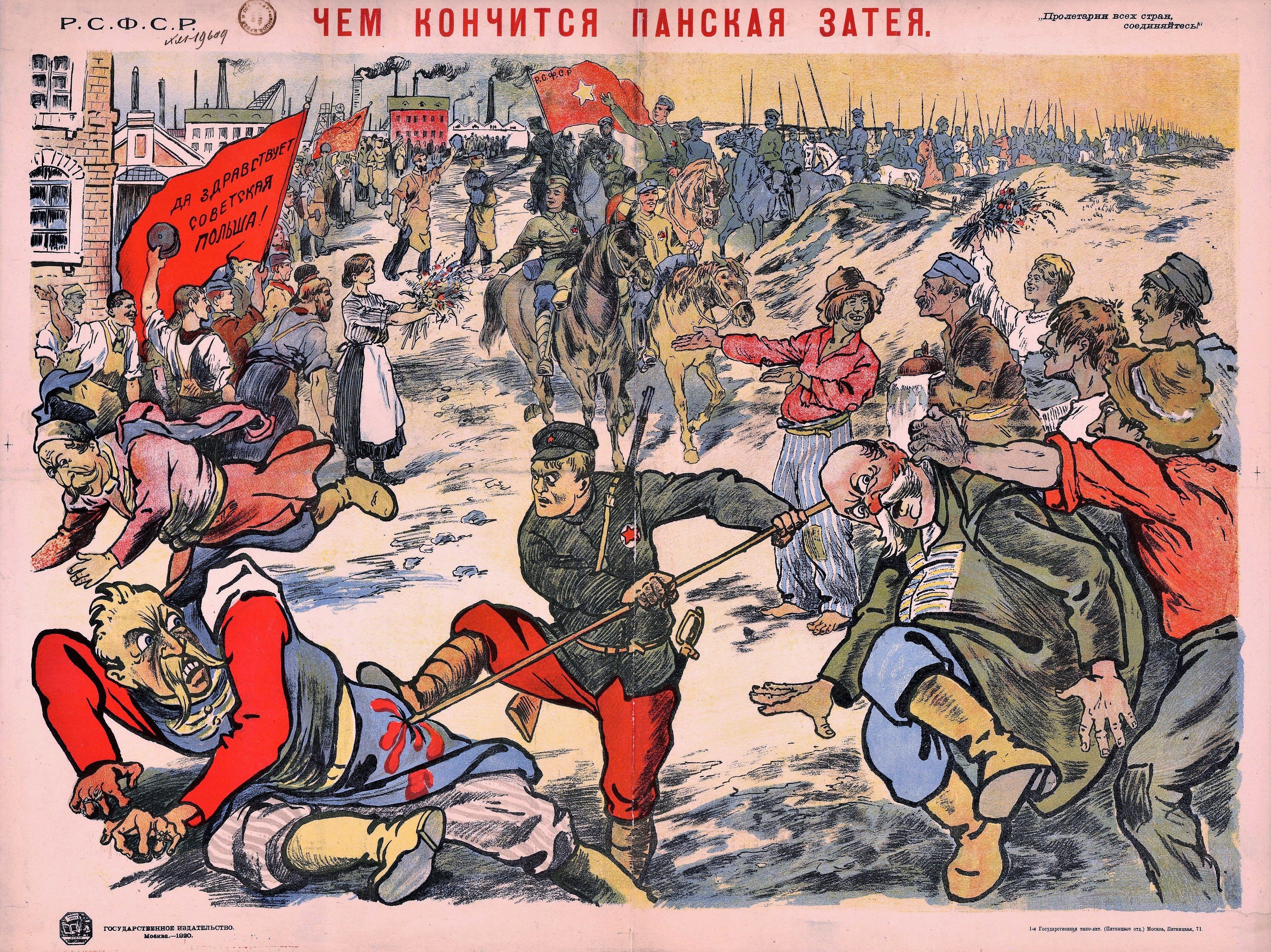
Cartell de propaganda soviètica. El text traduït diu: "Així és com acaben les idees dels terratenients."

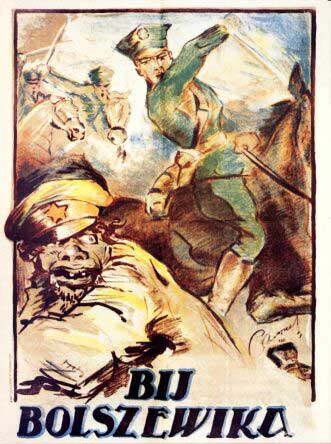
Cartell de propaganda polonesa mostrant la cavalleria polonesa i un soldat bolxevic amb una gorra amb l'estrella roja. El text diu: "Combat al bolxevic"

El 1918, l'exèrcit alemany de l'est comença a retirar-se cap a l'oest. Les zones abandonades per les Potències Centrals es convertiren en una zona de conflictes entre els governs locals creats per Alemanya, d'altres governs locals que sorgiren després de la retirada alemanya, i els bolxevics, que esperaven incorporar aquestes zones a la Rússia soviètica. El 18 de novembre de 1918, el Comandament Suprem Soviètic envià ordres a l'Exèrcit de l'Oest de l'Exèrcit Roig per tal que assegurés tot el territori possible amb els pocs recursos disponibles en aquest front; no obstant això, com que l'operació va ser denominada "'Objectiu Vístula'", aquest fet va causar molta preocupació als polonesos.
A inicis de 1919, la lluita començà gairebé per accident i sense cap ordre dels respectius governs, quan improvisades unitats militars poloneses organitzades a Vílnius, van topar amb forces de la República Socialista Soviètica Lituano-Belarussa, mentre cadascun dels quals intentava assegurar els territoris per als seus propis governs. Finalment, les forces soviètiques, més ben organitzades, van aniquilar la majoria de la resistència i van empènyer la resta de forces poloneses cap a l'oest. Al mateix temps, més i més unitats poloneses d'autodefensa es dispersaven a través de Belarús occidental i Lituània, i esclataren tot de xocs a nivell local entre aquestes i grups pro-comunistes operatius a la zona. El recentment organitzat Exèrcit Polonès començà a enviar les primeres unitats a l'est per ajudar a les forces defensives, mentre que els russos enviaven les seves pròpies unitats a l'oest.
A la primavera de 1919, l'Exèrcit Roig estava ficat de ple en la guerra civil, de manera que va poder enviar pocs efectius a l'oest. Al febrer de 1919, l'exèrcit polonès sumava 110.000 homes i al setembre arribava a 540.000 homes en armes, 230.000 al front soviètic.
Al mateix temps les forces poloneses havien avançat cap a l'est. Pel volts del 14 de febrer les primeres unitats organitzades poloneses establiren contacte amb les unitats avançades de l'Exèrcit Roig, i les unitats soviètiques es retiraren sense ni tan sols disparar un sol tret. Lentament s'establí una línia fronterera des de Lituània fins a Ucraïna a través de Belarús.
El primer enfrontament armat seriós de la guerra va tenir lloc entre el 14 i el 16 de febrer a Belarús. A la fi del mes de febrer l'avanç soviètic s'havia detingut. Ambdós bàndols estaven també combatent contra els ucraïnesos, i les revoltes anaven creixent als territoris dels Països Bàltics.
A inicis de març de 1919, unitats poloneses van començar una ofensiva creuant el riu Niemen, capturant Pinsk i arribant als afores de Lida. Ambdós costats van començar a avançar al mateix cop a l'abril, desembocant en un augment del nombre de tropes a la zona. L'Exèrcit Roig, incapaç d'assolir els seus objectius i encarant poderoses ofensives de les Forces Blanques, es retirà de les seves posicions i va ser reorganitzat.
Les forces poloneses van expulsar el govern de la República Socialista Soviètica Lituano-Belarussa de la capital, Vílnius, el 19 d'abril. El 8 d'agost conqueriren Minsk. Pel 2 d'octubre van arribar al riu Daugava i assegurat la regió des del Desna fins a Daugavpils (Dyneburg).
Fins a inicis de 1920, l'ofensiva polonesa va assolir diversos èxits, mentre que la guerra civil russa es feia més cruenta, la qual cosa donava més avantatges al polonesos. A inicis de 1919, el Moviment Blanc prengué la iniciativa, i les seves forces van avançar cap a Moscou. Piłsudski va veure els soviètics menys perillosos per a Polònia que als seus contrincants i refusà unir-se a l'atac contra el govern de Lenin, ignorant les fortes pressions de la Triple Entente. Al mateix temps, Lenin oferí als polonesos els territoris de Minsk, Jitòmir i Khmelnitski, en el que es descrigué com un mini "Brest", i el cap militar polonès Kazimierz Sosnkowski escrigué que les ofertes territorials russes eren molt millors que el que els polonesos desitjaven.
Diverses faccions poloneso-russes van fer temptatives de negociacions de pau, però totes elles van ser inútils: les relacions poloneso-lituanes havien empitjorat i els negociadors polonesos van ver progressos amb el Govern provisional letó
El principal èxit diplomàtic polonès va ser l'acord amb el líder nacionalista ucraïnès Símon Petliura, un Tractat de Varsòvia va ser signat el 21 d'abril de 1920. Petliura, qui formalment representava al govern de la República Popular d'Ucraïna, que llavors ja havia estat derrotada de fet pels soviètics, fugí a Polònia amb algunes forces ucraïneses, on aconseguí asil polític. Per a Piłsudski, el Tractat de Varsòvia (1920) va ser un important pas en la seva campanya per legitimar la Federació Międzymorze com un esforç conjunt internacional, assegurant part de la frontera est polonesa i aplanant el camí per a un estat titella ucraïnès dominat entre Polònia i Rússia. Per a Petliura, això era una nova oportunitat de preservar l'est i, almenys, la independència formal del territori nacional polonès, fins i tot acceptant la pèrdua de territoris d'Ucraïna Occidental a favor de Polònia.
L'aliança amb Petliura aportà 15.000 soldats aliats ucraïnesos a l'inici de la campanya, que afegits al reclutament i a la deserció soviètica, augmentaren a 35.000 el nombre de soldats ucraïnesos aliats.

### 1920
A inicis de 1920, les forces soviètiques ja havien aconseguit bastants triomfs contra els exèrcits blancs. El front polonès es convertí en el seu teatre d'operacions més important, i la majoria de recursos i forces soviètiques van ser desviats cap allà. Els comandants soviètics de la imminent ofensiva de l'Exèrcit Roig incloïen a Mikhaïl Tukhatxevski (el nou comandant del Front Occidental), a Lev Trotski, al futur dirigent soviètic Stalin, i al futur fundador de les Txeques, Felix Edmundovitx Dzerjinski. L'exèrcit polonès estava format per soldats que antigament havien servit a diversos imperis dividits, amb el suport d'alguns voluntaris internacionals. El 20 d'agost de 1920, l'exèrcit polonès havia assolit un total de 737.000 homes, contra 950.000 del bàndol soviètic, amb la qual cosa hi havia una certa igualtat numèrica entre ambdós exèrcits.
L'Alt Comandament soviètic planejà una nova ofensiva per a final d'abril o de maig. Des de març de 1919, la intel·ligència militar polonesa estava advertida del fet que els soviètics s'estaven preparant per a una nova ofensiva i l'Alt Comandament polonès es decidí a llançar la seva abans que no ho fessin els seus opositors. El pla per a l'Ofensiva de Kíev era destruir l'Exèrcit Roig al flanc sud polonès i instal·lar un govern de Petliura amistós amb els polonesos a Ucraïna.

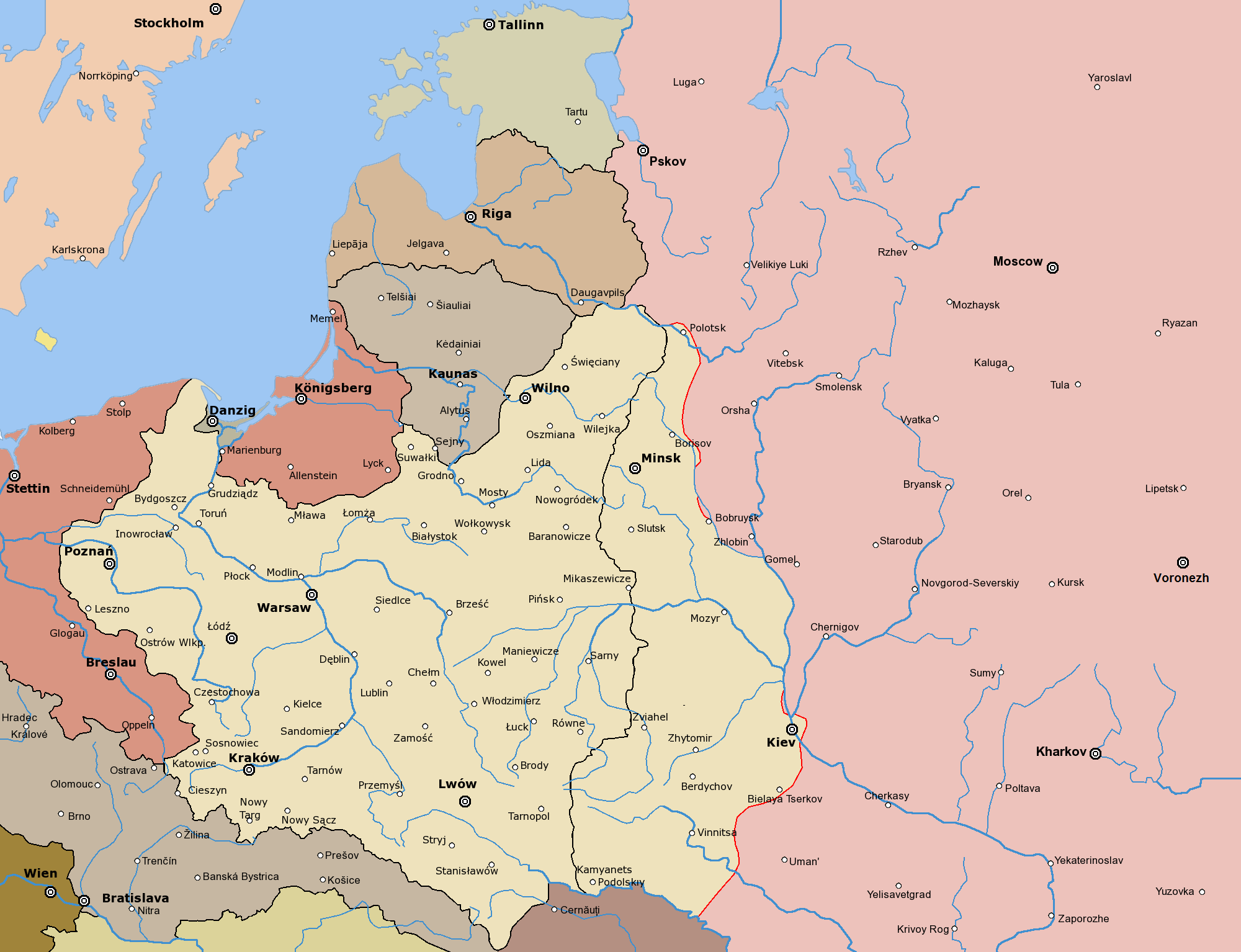
L'ofensiva polonesa a Kíev al seu màxim avanç. Juny de 1920

Fins a l'abril, les forces poloneses havien estat avançant de manera lenta però constant cap a l'est. Al març, havien establert una escletxa entre les forces poloneses del nord (Belarús) i el sud (Ucraïna). El 24 d'abril), Polònia començà la seva ofensiva principal, l'Ofensiva de Kíev. El seu objectiu era la creació d'una Ucraïna independent que pogués arribar a formar part del projecte de Piłsudski d'una federació Międzymorze. Els 65.000 soldats polonesos van ser assistits per 15.000 soldats ucraïnesos sota el comandament de Símon Petliura, en representació de la República Popular d'Ucraïna. No obstant això, molts ucraïnesos eren tant antipolonesos com antirussos, i van obstaculitzar l'avanç polonès, que molts van veure com una nova forma d'ocupació. Amb tot i això, els ucraïnesos també van lluitar activament contra la invasió polonesa en formacions de l'Exèrcit Roig. Les forces combinades poloneso-ucraïneses van entrar a una Kíev evacuada el 7 de maig, trobant només una resistència aïllada.
L'impuls polonès va ser tallat per contraatacs de l'Exèrcit Roig el 29 de maig. Al nord, el Primer Exèrcit Polonès va ser derrotat i obligat a retirar-se, empaitat pel 15è Exèrcit Rus. Les forces poloneses intentaren prendre avantatge dels exposats flancs dels atacants, però les envoltades forces no van poder aturar l'avanç. A la fi de maig, el front s'havia establert prop del riu Auta, i les forces soviètiques van començar a preparar-se pel proper avanç.
El 24 de maig de 1920, les forces poloneses al sud combateren per primer amb el famós Primer Exèrcit de Cavalleria ("Konarmia") de Semion Budionni, que trencà el front poloneso-ucraïnès el 5 de juny. El 10 de juny, els exèrcits polonesos es trobaven en retirada per tot el front. El 13 de juny, l'exèrcit polonès, juntament amb les tropes invasores de Petliura, abandonaren Kíev a l'Exèrcit Roig.

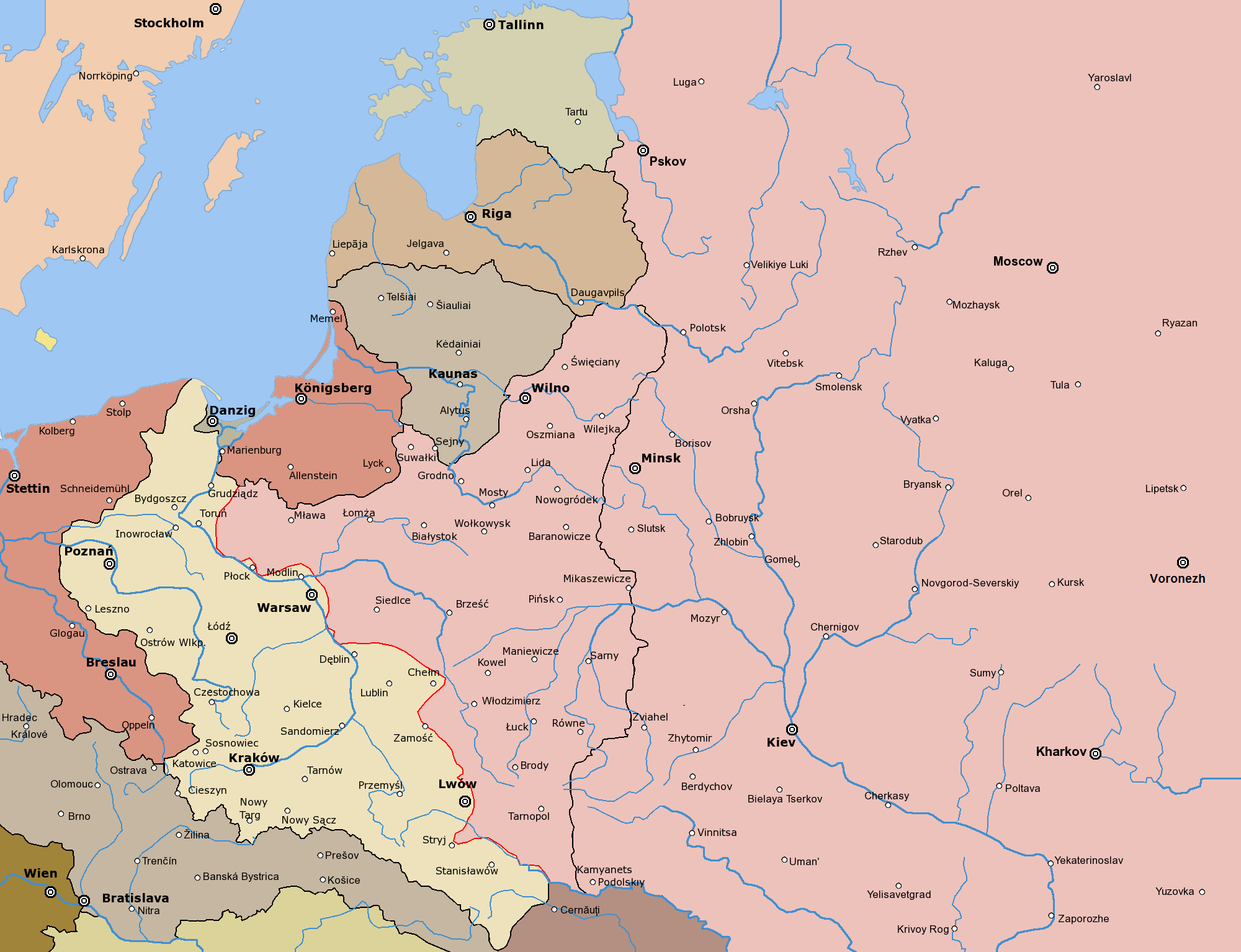
L'ofensiva soviètica té èxit. Inicis d'agost de 1920

El comandant del Tercer Exèrcit Polonès a Ucraïna decidí travessar la línia soviètica cap al nord-oest. Les forces poloneses a Ucraïna van aconseguir de retirar-se relativament indemnes, però van ser incapaces d'ajudar al front nord i de reforçar les defenses del riu Auta per a la batalla decisiva que hi tindria lloc.
Donat el nombre insuficient d'efectius, el front polonès de 322 km era defensat per una línia de 120.000 homes, amb el suport d'unes 460 peces d'artilleria, sense reserves estratègiques. El front oriental polonès estava feblement establert, amb el suport d'una artilleria inadequada i gairebé sense fortificacions. L'Exèrcit Roig agrupà el seu Front Nord-oest, capitanejat pel jove general Mikhaïl Tukhatxevski, contra la línia polonesa. Disposava de més de 108.000 soldats d'infanteria i 11.000 de cavalleria, amb 722 peces d'artilleria i 2.913 metralladores: els russos tenien en alguns punts crucials un avantatge de 4 a 1.
Tukhatxevski llançà la seva ofensiva el 4 de juliol per tot l'eix Smolensk-Brest-Litovsk, travessant els rius Auta i Berézina. El Tercer Cos de Cavalleria situat al nord i capitanejat per Gaik Bjixkian (Gai Dmitríevitx Gai, Gaj-Txan), cercà les forces poloneses des del nord, movent-se prop de la frontera de Lituània i Prússia. Els Exèrcits 4t, 15è i 3r avançaren decididament cap a l'oest, amb el suport des del sud del 16è Exèrcit i el Grup Mozyrska. Durant 3 dies, el resultat de la batalla penjava d'un fil, però la superioritat numèrica russa provà de ser decisiva i el 7 de juliol les forces poloneses estaven en completa retirada per tot el front. No obstant això, el pla de Tukhatxevski per trencar el front i conduir als defensors fins als pantans de Pinsk fracassà.
La resistència polonesa es formà de nou basant-se en una línia de trinxeres alemanyes, una sòlida línia de fortificacions de camp alemanyes de la Primera Guerra Mundial, que presentava una oportunitat de frenar l'ofensiva russa. No obstant això, les tropes poloneses eren numèricament insuficients. Les tropes soviètiques escolliren una part feblement defesa del front i penetraren per ella. A inicis de juliol, pels polonesos ja era evident que els objectius russos no es limitaven a empènyer la frontera cap a l'oest: la independència de Polònia estava en joc.
Les forces russes van avançar a una velocitat de 30 km al dia. Després de travessar el riu Narew el 2 d'agost, el front nord-oest rus només estava a uns 100 kilòmetres de Varsòvia. La fortalesa de Brest-Litovsk, que anava a ser el quarter general de la planejada contraofensiva polonesa, caigué en mans del 16è exèrcit al primer atac. El Front Sud-oest rus havia expulsat a les forces poloneses d'Ucraïna i s'apropava a Zamość i Leópolis, la major ciutat del sud-est de Polònia i un important centre industrial, defensada pel 6è Exèrcit Polonès. El camí fins a Varsòvia semblava obert. Leópolis va ser assetjada ben aviat, i 5 exèrcits russos s'apropaven a Varsòvia. Mentrestant, els polítics polonesos clamaven per assegurar una pau amb Moscou a qualsevol preu, però els soviètics ho rebutjaren.
Per un altre costat, les forces poloneses a Galicia (prop de Leópolis), llençaren una contraofensiva d'èxit per retardar als soviètics, que permeté defendre la retirada de les forces poloneses del front sud. No obstant això, la preocupant situació prop de Varsòvia evità que els polonesos continuessin la seva contraofensiva al sud i avancessin a l'est. Després de la captura soviètica de Brest, l'ofensiva polonesa al sud va ser detinguda i totes les forces disponibles van ser desplaçades cap al nord per prendre part en la imminent batalla per Varsòvia.
Amb la situació capgirant-se contra Polònia, el poder polític de Piłsudskis s'afeblí, mentre que el dels seus oponents, incloent el de Roman Dmowski, creixien. A l'escena política polonesa havia començat a estendre's el pànic, amb el govern de Leopold Skulski que dimití a principis de juny.
Mentrestant, la confiança dels líders soviètics augmentava. A una reunió a porta tancada del Novè Congrés del Partit Comunista Rus el 22 de setembre de 1920, Lenin digué:
| « | Afrontem la qüestió: si (...) aprofitem l'avantatge de l'entusiasme al nostra exèrcit i l'avantatge que gaudim al sovietizar Polònia... la guerra defensiva contra l'imperialisme haurà acabat, l'haurem guanyat... Podríem i hauríem de prendre avantatge de la situació militat per a començar una guerra ofensiva... hauríem de pressionar amb les baionetes per veure si la revolució socialista del proletariat no ha madurat a Polònia... que a algun lloc prop de Varsòvia jeu no (només) el centre del govern burgès polonès i la república del capital, sinó també el centre de tot el sistema contemporani de l'imperialisme internacional, que les circumstàncies ens permeten agitar aquest sistema, i conduir polítiques no només a Polònia, sinó també a Alemanya i Anglaterra. Així, a Alemanya i Anglaterra crearem una zona completament nova de revolució proletària contra l'imperialisme global... Amb la destrucció de l'exèrcit polonès estem destruint el Tractat de Versalles en el qual està basat avui dia tot el sistema de relacions internacionals. Si Polònia es converteix en soviètica... el Tractat de Versalles... i amb ell tot el sistema internacional emergent de les victòries sobre Alemanya podria ser destruït. | » |

Per ordre del Partit Comunista Soviètic, un govern titella polonès, el Comitè Revolucionari Polonès Provisional (en polonès: Tymczasowy Komitet Rewolucyjny Polski, TKRP) es formà el 28 de juliol a Bialystok per a organitzar l'administració dels territoris polonesos capturats per l'Exèrcit Roig. El TKRPP tenia molt poc suport entre la població polonesa, i reclutava als seus membres majorment entre els jueus. Addicionalment, les intrigues poloneses entre els comandants soviètics van créixer davant la seva imminent victòria. Eventualment, la manca de cooperació entre els comandants de l'alt comandament els sortiria molt car davant la decisiva Batalla de Varsòvia.

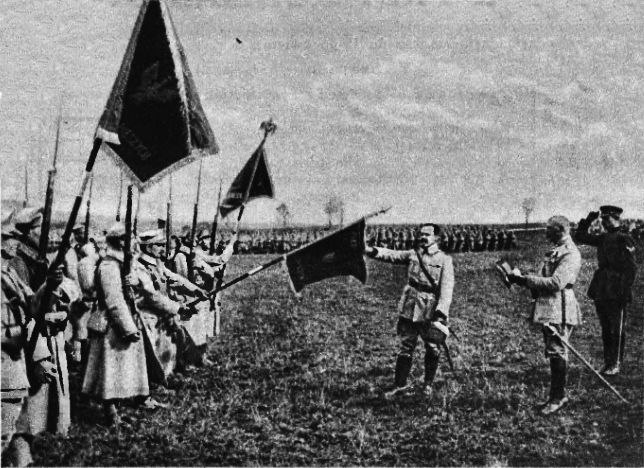
El general Józef Haller (tocant la bandera) i el seu Exèrcit Blau.

L'opinió pública occidental era profundament pro-soviètica. El Primer Ministre britànic pressionà Polònia perquè signés la pau d'acord amb els termes soviètics i refusà donar cap ajuda a Polònia que pogués afavorir els Blancs a la guerra civil russa. L'11 de juliol de 1920, el govern de Gran Bretanya envià un ultimàtum de facto als soviètics, on s'instava als soviètics al cessament d'hostilitats amb Polònia i l'Exèrcit Blanc Rus (l'Exèrcit Blanc a Rússia Meridional liderat pel Baró Wrangel), i a acceptar el que posteriorment seria anomenada la línia Curzon com a frontera temporal amb Polònia, fins que es pogués establir mitjançant negociacions una frontera permanent. En cas de refús soviètic, els britànics amenaçaven d'ajudar a Polònia de totes les formes possibles, les quals, en realitat, estaven limitades per la situació política interna del Regne Unit. El 17 de juliol els soviètics refusaren i van fer una contraoferta per a negociar un tractat de pau directament amb Polònia. Els britànics van respondre amenaçant de tallar les negociacions comercials si els soviètics llançaven més ofensives contra Polònia, però les seves amenaces van ser ignorades. El 6 d'agost de 1920, el Partit Laborista (Regne Unit) britànic publicà un pamflet on afirmava que els treballadors britànics mai prendrien part en la guerra com a aliats de Polònia, i els sindicats bloquejaren a la Força Expedicionària Britànica que ajudava als Russos Blancs a Arcàngel.
La postura de Lituània era majoritàriament anti-polonesa, i el país s'havia unit al bàndol soviètic al juliol de 1919. La decisió va ser dictada pel desig d'incorporar la ciutat de Vílnius i les zones properes a Lituània i, en menor grau, per la pressió diplomàtica soviètica, suportada per l'amenaça de l'Exèrcit Roig estacionat a les fronteres lituanes.

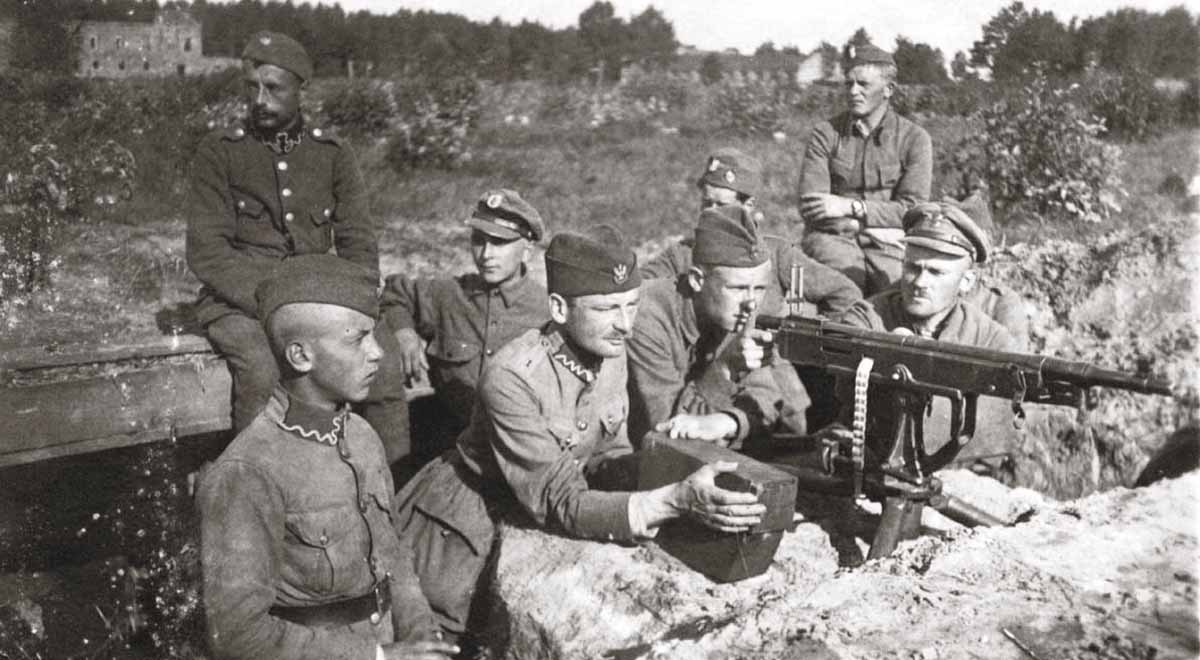
Defenses poloneses a Miłosna, prop de Varsòvia, 1920

Els aliats de Polònia eren magres: França envià 400 consellers militars per donar suport a Polònia el 1919: estava formada majoritàriament per oficials francesos, si bé també n'hi havia alguns de britànics, comandats pel Tinent general sir Adrian Carton de Wiart. L'esforç francès era vital per a millorar l'organització i la logística de l'exèrcit polonès, que, fins al 1919 havia emprat diversos manuals, estructures organitzatives i equipament pres dels exèrcits dels antics imperis particionistes de Polònia. Addicionalment als consellers, França també facilità el trànsit a Polònia des de França de l'Exèrcit Blau el 1919: tropes majoritàriament d'origen polonès, amb alguns voluntaris internacionals, antigament sota comandament francès a la Primera Guerra Mundial. Hongria s'oferí a enviar un cos de cavalleria de 30.000 homes com ajut a Polònia, però el govern txec es negà a permetre'ls el pas; alguns trens amb subministraments militars hongaresos van arribar, això no obstant, a Polònia.

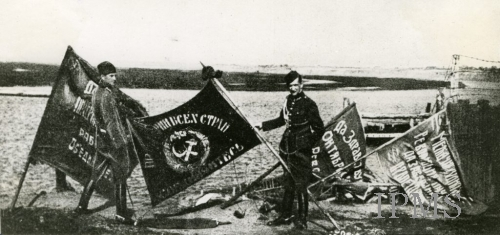
Soldats polonesos mostren banderes de batalla soviètiques capturades després de la Batalla de Varsòvia.

A mitjans de 1920, la missió aliada augmentà amb alguns consellers (i es convertí en la Missió Interaliada a Polònia). Els nous membres de la missió van servir de ben poc; de fet, la crucial Batalla de Varsòvia es lluità i guanya per part polonesa abans que la missió pogués retornar i fer el seu informe. No obstant això, durant molts anys perdurà el mite de què va ser l'oportuna arribada de les forces aliades les que van salvar Polònia, un mite on Weygand ocupava el paper central. No obstant això, la cooperació franco-polonesa continuà. Eventualment, el 21 de febrer de 1921, Fraça i Polònia van formar una aliança militar formal, que arribaria a ser un factor important durant les subsegüents negociacions sovietico-poloneses.
El 10 d'agost de 1920, les unitats cosaques van creuar el riu Vístula, i planejaven prendre Varsòvia des de l'oest, mentre que l'atac principal venia de l'est. El 13 d'agost va ser refusat un primer atac rus. El 1r exèrcit polonès resistí un assalt sobre Varsòvia, alhora que detenia l'assalt a Radzymin
El comandant en cap soviètic, Mikhaïl Tukhatxevski, estava segur que tot anava d'acord amb el seu pla. No obstant això, la intel·ligència militar polonesa havia desxifrat els missatges de ràdio de l'Exèrcit Roig, i Tukhatxevski anava directe cap a una trampa que li havia preparat Piłsudski i el seu cap d'estat major Tadeusz Rozwadowski. L'avanç soviètic a través del riu Vístula al nord es movia en un buit operatiu, al no haver forces poloneses de consideració a la zona, mentre que, per un altre costat, al sud de Varsòvia, on s'estava decidint el destí de la guerra, Tukhatxevski havia deixat només forces simbòliques per vigilar el vincle vital entre els fronts russos nord-oest i sud-oest. Un altre factor que influí en el resultat de la guerra va ser la neutralització efectiva del Primer Exèrcit de Cavalleria de Budionny, a les batalles al voltant de Lviv. L'alt comandament soviètic, davant la insistència de Tukhatxevski, havia ordenat al 1r exèrcit de cavalleria avançar al nord cap a Varsòvia i Lublí, però Budionni desobeí l'ordre a causa de les diferències entre Tukhatxevski i Aleksandr Iegórov, comandant del front sud-oest. A més, els jocs polítics de Stalin, comissari polític en cap del front sud-oest, van influir en la desobediència d'Iegórov i Budionni. Stalin, que buscava un triomf personal, es concentrà en capturar Leopoli, lluny al sud-est de Varsòvia, que estava sent assetjada pels soviètics, però que encara resistia els atacs.
El 5è exèrcit polonès contraatacà el 14 d'agost des de la zona de la fortalesa de Modlin, travessant el riu Wkra. S'enfrontà a les forces numèriques dels numèricament i material superiors 3r i 15è exèrcits soviètics. En un dia, l'avanç soviètic cap a Varsòvia i Modlin havia quedat aturat i aviat es convertí en una retirada. El 5è exèrcit polonès avançà a la sorprenent velocitat de 30 km diaris, destruint qualsevol esperança soviètica de completar la seva maniobra per envoltar al nord. Pel 16 d'agost, la contraofensiva polonesa s'havia completat amb la unió de "l'Exèrcit de Reserva" del Mariscal Piłsudski. Executant el seu pla, la força polonesa, avançant des del sud, trobà un forat al front rus i explotà la feblesa del "Grup Mozyr" soviètic que se suposava que hauria de protegir el fràgil vincle entre ambdós fronts soviètics. Els polonesos van continuar la seva ofensiva cap al nord amb dos exèrcits seguint i destruint al sorprès enemic. Arribaren a la rereguarda de les forces del Tukhatxevski, la majoria de les quals estava assetjada el 18 d'agost. Només aquell dia Tukhatxevski, al seu quarter general de Minsk, a 480 km de Varsòvia, s'adonà de les proporcions de la derrota soviètica i ordenà la resta de l'exèrcit que es retirés per reagrupar-se. Esperava reforçar la seva línia del front, frenant l'atac polonès i recuperant la iniciativa, però les seves ordres arribaven massa tard o, simplement, ni tan sols arribaven.
Els exèrcits soviètics al centre del front es precipitaren al caos. Tukhatxevski ordenà una retirada general cap al riu Bug, però per llavors s'havia perdut contacte amb la major part de les seves forces prop de Varsòvia, i tots els plans soviètics naufragaven per fallades de comunicació.
Els exèrcits soviètics es retiraren enmig d'una completa desorganització: divisions senceres preses del pànic i desintegrant-se. La derrota de l'Exèrcit Roig va ser tan gran i inesperada que, a instigació dels detractors de Piłsudski, la Batalla de Varsòvia sovint és referida com el "Miracle del Vístula". Per un altre costat, en investigacions actuals a Polònia s'ha conclòs que el "Miracle al Vístula" va ser causat per una gran xarxa d'espies polonesos a l'Exèrcit Roig que van permetre a Piłsudski saber tots els moviments de l'Exèrcit Roig, mentre que els soviètics estaven en una gairebé total foscor informativa.
L'avanç del Primer exèrcit de cavalleria de Budionni cap a Leopolis va ser detingut, primer a la batalla de Brody (29 de juliol – 2 d'agost), i posteriorment, el 17 d'agost a la batalla de Zadwórze. Movent-se per zones feblement defeses, la cavalleria de Budyonny arribà a la ciutat de Zamość el 29 d'agost i intentà conquerir-la a la batalla de Zamość; però aviat es veié enfront d'un incessant nombre d'unitats poloneses desviades de l'exitosa contraofensiva de Varsòvia. El 31 d'agost, la cavalleria de Budionni finalment llevà el setge de Leopolis i intentà ajudar les forces russes en retirada cap a Varsòvia. Les forces soviètiques van ser interceptades i destruïdes per la cavalleria polonesa a la batalla de Komarów, prop de Zamość. Tot i que l'exèrcit de Budionni van aconseguir evitar el setge, va patir greus pèrdues i la seva moral s'enfonsà. Les restes del Primer Exèrcit de Cavalleria de Budyonny es retiraren cap a Volodymyr-Volynskyi el 6 de setembre i van ser derrotades poc després a la batalla de Hrubieszów.
Tukhatxevski aconseguí reorganitzar les seves forces en retirada cap a l'est, i al setembre, establí una nova línia defensiva des de la frontera poloneso-lituana al nord de l'àrea de Polesie, amb el seu punt central a la ciutat de Grodno, a Belarús. Per trencar la línia, l'exèrcit polonès hagué de lluitar la batalla del Riu Niemen. Forces poloneses creuaren el riu Niemen i flanquejaren les forces soviètiques, que van ser forçades a retirar-se de nou. Les forces poloneses van continuar avançant cap a l'est en tots els fronts, repetint els seus èxits de l'any anterior. Després de la batalla del Riu Szczara d'inicis del mes d'octubre, l'exèrcit polonès arribà a la línia Ternópil-Dubno-Minsk-Drisa.

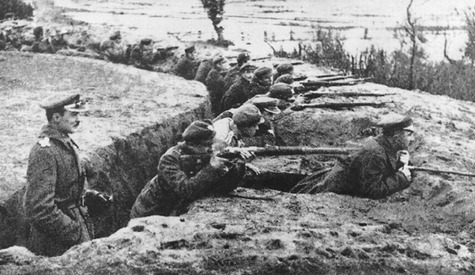
Trinxera de la batalla del Riu Niemen.

Al sud, les forces ucraïneses de Petliura derrotaren al 14è exèrcit soviètic i el 18 de setembre prengueren possessió de la riba esquerra del riu Zbrutx. Durant el mes d'octubre, es mogueren cap a l'est de la línia Yaruha al Dnièster-Xarharod-Bar-Litin.
Immediatament després de la Batalla de Varsòvia, els soviètics sol·licitaren una pau i els polonesos, exhausts, estaven en una situació favorable a negociar. Els soviètics van fer dues ofertes: una el 21 i l'altre el 28 de setembre. La delegació polonesa va fer una contraoferta el 2 d'octubre. El dia 5 els soviètics proposaren correccions a l'oferta polonesa, que Polònia acceptà. L'armistici entre Polònia i la Ucraïna soviètica per un costat i la Rússia soviètica per l'altre va ser signat el 12 d'octubre i es va fer efectiu el 18 del mateix mes. A continuació seguiren unes llargues negociacions per a un tractat de pau.
Mentrestant, les forces ucraïneses de Petliura planejaven una ofensiva dins d'Ucraïna per l'11 de novembre, però van ser atacats pels soviètics el dia anterior. El 21 de novembre, després de diverses batalles, van ser expulsats a territori controlat pels polonesos.

## Resultat

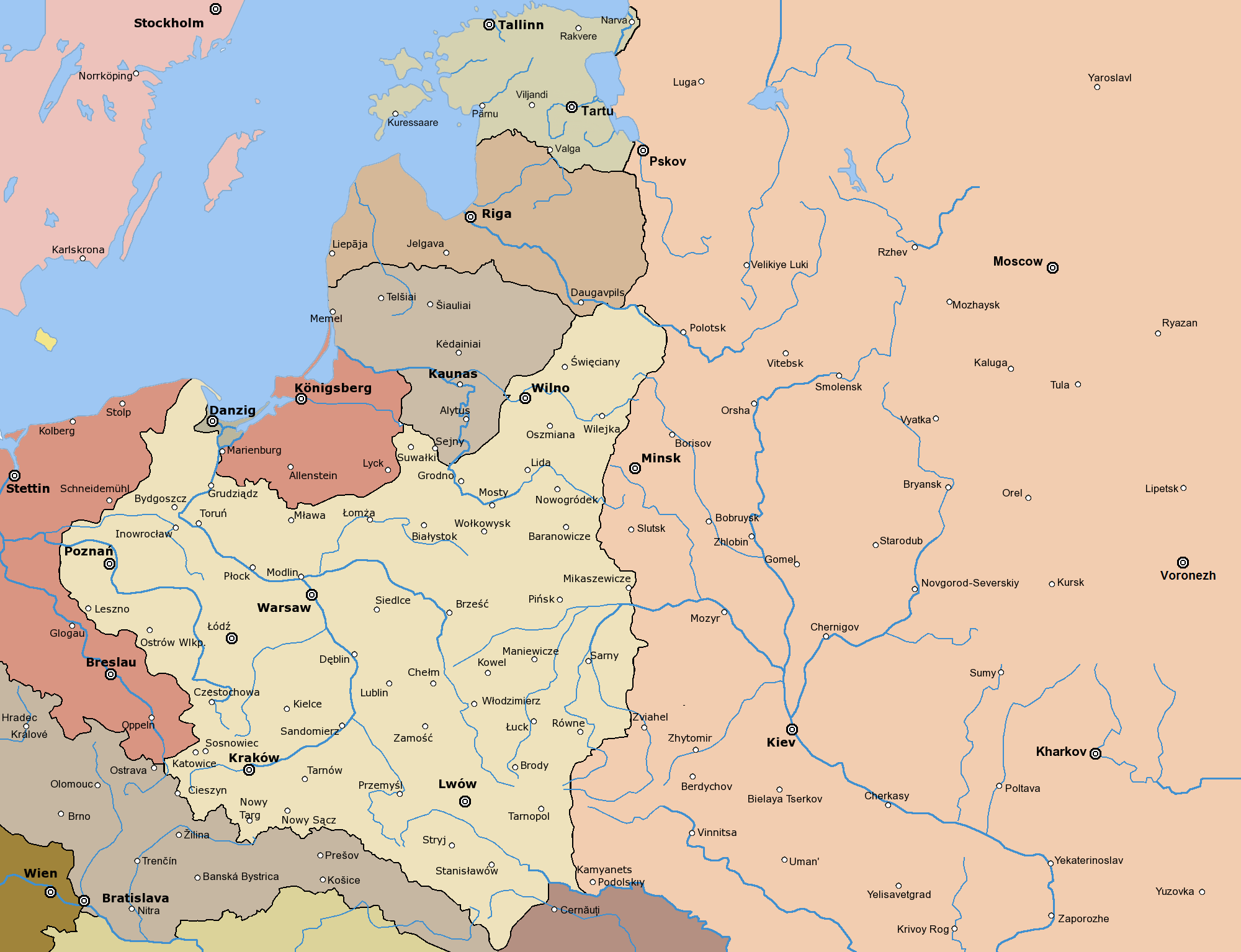
Límits al final de la guerra

Segons l'historiador britànic A.J.P. Taylor, la guerra Poloneso-Soviètica "determina en gran manera el curs de la història europea durant els següents 20 anys o més (...) De manera sense declarar, i gairebé inconscientment, els líders soviètics abandonaren la causa de la revolució internacional." Passarien 20 anys abans que els russos enviessin els seus exèrcits a l'estranger per "fer la Revolució". Segons el sociòleg americà Alexander Gella, "la victòria polonesa havia guanyat 20 anys d'independència no només per a Polònia, sinó que també per a una gran part de l'Europa central".
Després de les negociacions de pau, Polònia no va mantenir tots els territoris que havia arribat a controlar en finalitzar les hostilitats. A causa de les seves pèrdues i després de la batalla de Varsòvia, els soviètics oferiren als polonesos la concessió pacífica de grans territoris a les regions frontereres disputades, per la qual cosa la frontera entre la Rússia Imperial i Mancomunitat de Polònia-Lituania quedà d'una manera molt similar a la que era el 1772. Els polonesos havien esgotat els seus recursos i l'opinió pública s'oposava a la prolongació de la guerra. Pel seu costat, el govern també estava presionat per la Societat de Nacions, i les negociacions eren controlades pels Demòcrates Nacionals de Dmowski, i les negociacions de pau van ser de naturalesa política. Als Demòcrates Nacionals, com Stanisław Grabski, qui anteriorment havia renunciat a la seva feina en protesta a l'aliança poloneso-ucraïnesa i ara tenia molta influència sobre els negociadors polonesos, els importava ben poc el Międzymorze de Piłsudski; aquesta situació de post-guerra donà un cop mortal al somni de Piłsudski de reviure la Mancomunitat de Polònia-Lituaniaen forma de la Międzymorze.
Els Demòcrates Nacionals a càrrec de l'Estat també tenien certes preocupacions sobre el destí dels ucraïnesos, i poc els importava que el seu oponent polític, Piłsudski, se sentís obligat als acords referents al tractat. Els Demòcrates Nacionals només desitjaven aquells territoris que consideraven "èticament o històrica polonesos", o possibles de "polonitzar". Per això, i tot i la indiscutible derrota de l'Exèrcit Roig a Varsòvia i a la bona voluntat del principal negociador rus, Adolf Joffe per concedir gairebé tot el territori en disputa, la ideologia dels Demòcrates Nacionals permeté als soviètics recuperar alguns territoris. La Pau de Riga va ser signada el 18 de març de 1921, dividint els territoris disputats a Belarús i Ucraïna entre Polònia i Rúsia.
El tractat, que Piłsudski anomenà un "acte de covardia" i pel qual es disculpà amb els ucraïnesos, car violava els termes de l'aliança militar entre Polònia i Ucraïna, que explícitament prohibia una pau per separat. Els aliats ucraïnesos de Polònia es veieren de sobte internats per les autoritats poloneses. L'internament empitjorà les relacions entre Polònia i la seva minoria ucraïnesa: aquells que donaven suport a Petliura sentiren que Ucraïna havia estat traïda pel seu aliat polonès, un sentiment que s'enfortí a causa de les polítiques d'assimilació de la Polònia nacionalista d'entreguerres davant de les seves minories. En gran part, això inspirà les tensions cada vegada majors i l'eventual violència en contra dels polonesos a les dècades de 1930 i 1940.
La guerra i les seves conseqüències donaren origen a altres controvèrsies, sobretot temes com la situació dels presoners de guerra, el tractament a la població civil, i el comportament d'alguns comandants com Stanisław Bułak-Bałachowicz o Vadim Iàkovlev. La victòria militar polonesa a la tardor de 1920 permeté a Polònia capturar la regió de Vílnius, on es formà un comitè del govern de la Lituania central, dominat pels polonesos. Es conduí un plebiscit, i el Sejm de Vílnius votà el 20 de febrer de 1922, a favor de la incorporació a Polònia. Això empitjorà les relacions poloneso-lituanes en les dècades que havien de venir.

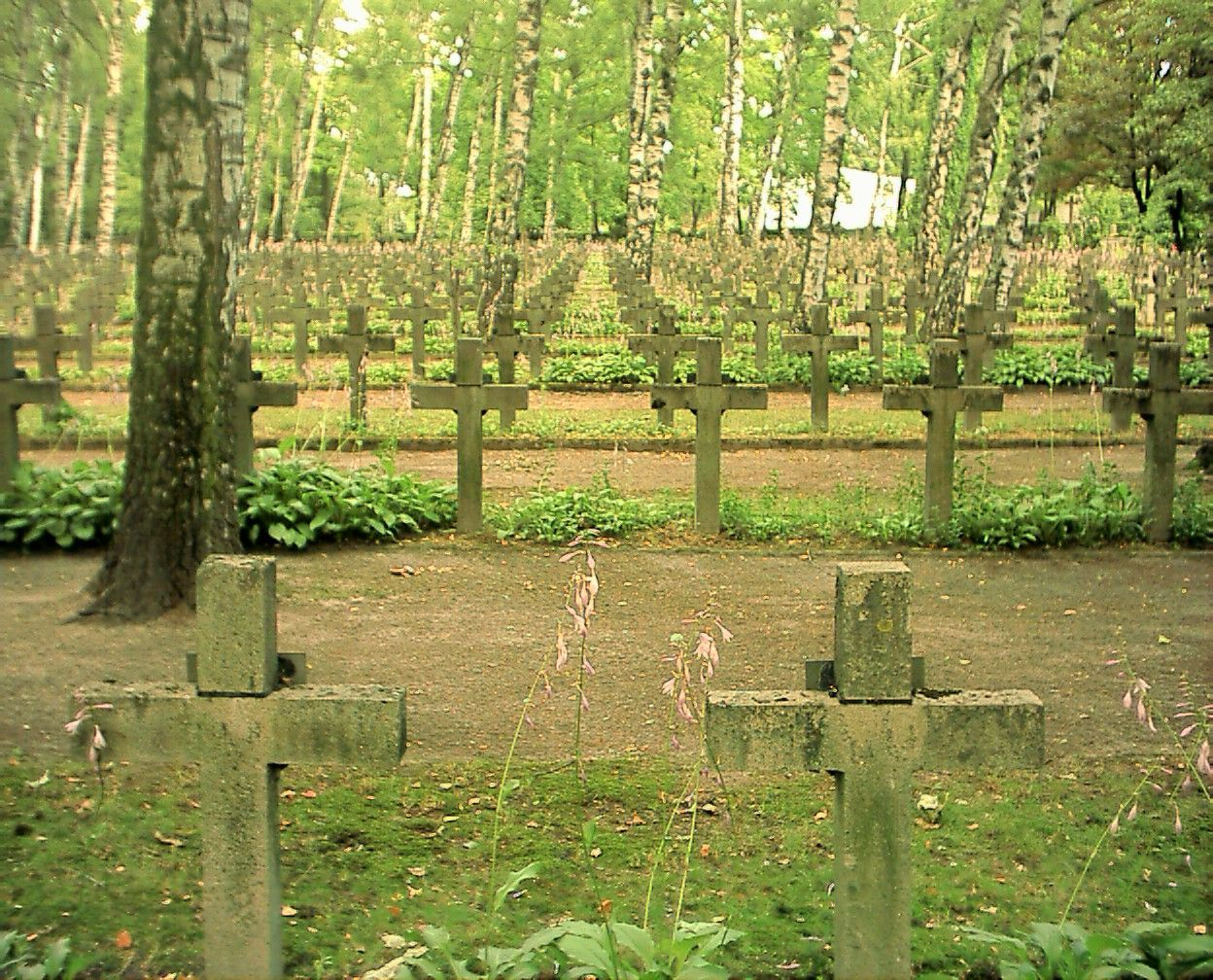
Tombes de soldats polonesos caiguts a la Batalla de Varsòvia, cementiri de Powązki, (Varsòvia).

L'estratègia militar a la Guerra Poloneso-Soviètica influencià a Charles de Gaulle, qui llavors era un instructor de l'exèrcit polonès, que va lluitar a diverses de les batalles. Ell i Władysław Sikorski van ser els únics oficials militars que, basant-se en l'experiència adquirida en aquesta guerra, van poder preveure correctament com es lluitaria a la propera. Tot i que fallaren al període d'entreguerres en convèncer els seus respectius exèrcits per aprendre aquestes lliçons, durant la Segona Guerra Mundial s'aixecaren ben aviat per comandar les seves forces armades a l'exili. La Guerra Poloneso-Soviètica també influencià la doctrina militar polonesa, que durant els següents 20 anys posaria èmfasi en la mobilitat d'unitats de cavalleria d'elit.
Fins al 1989, mentre que els comunistes es van mantenir al poder a la República Popular de Polònia, la Guerra Poloneso-Soviètica va ser omesa o minimitzada als llibres d'història polonesos i d'altres països del bloc soviètic, o va ser presentada com una intervenció estrangera durant la Guerra Civil Russa, per fer-la encaixar amb la ideologia comunista.